# اسلام در افغانستان
اسلام در افغانستان، اسلام سنی (حنفی/دیوبندی) بزرگ‌ترین و دین رسمی افغانستان است. اسلام در افغانستان پس از فتح افغانستان توسط اعراب از قرن هفتم تا دهم میلادی رواج یافت و آخرین گروه‌هایی که در برابر تغییر دین مقاومت می‌کردند، در اواخر قرن نوزدهم تسلیم شدند. این دین عموماً توسط جوامع محلی به عنوان جایگزینی برای زرتشتی‌گری و بودیسم پذیرفته شد و قبایل محلی شروع به گرویدن به دین جدید کردند. اسلام دین رسمی دولت افغانستان است و تقریباً ۹۹٫۷٪ از جمعیت افغانستان مسلمان هستند. تقریباً ۸۵٪ از آنها پیرو اسلام سنی هستند، در حالی که حدود ۱۰٪ شیعه هستند. اکثر شیعیان به شاخه دوازده امامی تعلق دارند و تنها تعداد کمتری از آنها پیرو اسماعیلیه هستند.
اسلام در افغانستان (پیو)
| دین            | دین   |  | درصد  | درصد  |
| اسلام          | اسلام |  | ۹۹٫۷٪ | ۹۹٫۷٪ |
| دیگر           | دیگر  |  | ۰٫۳٪  | ۰٫۳٪  |
| پراکندگی ادیان |       |  |       |       |

پس از تکمیل فتح ایران توسط اسلام، اعراب مسلمان شروع به حرکت به سمت سرزمین‌های شرق ایران کردند و در سال ۶۵۲ میلادی هرات را تصرف کردند. غزنویان تا پایان قرن دهم میلادی، پادشاهان کابل شاهی را مطیع خود کردند.